# Narodowy Rezerwat Szewczenki

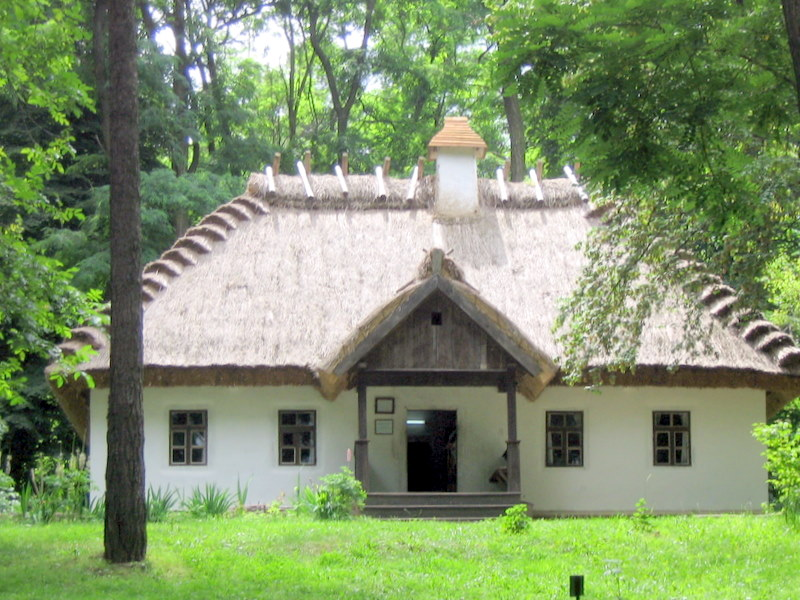
Tarasowa Świetlica

Narodowy Rezerwat Szewczenki (ukr. Шевченківський національний заповідник) – obszar o powierzchni 20 hektarów na terenie Tarasowej Góry w Kaniowie, na którym znajduje się grób Tarasa Szewczenki z jego pomnikiem oraz muzeum poświęcone życiu i twórczości artysty.
Narodowy Rezerwat Szewczenki znajduje się na obszarze Góry Czerneczej, gdzie 10 maja 1861 roku został pochowany Taras Szewczenko. Miejsce to miało odpowiadać życzeniu poety zawartemu w napisanym w 1845 roku wierszu Testament – było położone wśród ukraińskich pól i stepów, nad brzegiem Dniepru. Natychmiast po pogrzebie grób Szewczenki stał się celem „pielgrzymek” ukraińskich działaczy niepodległościowych i artystów, a w ludowej świadomości miejsce to zaczęło funkcjonować jako Tarasowa Góra. Grób Szewczenki był stylizowany na kozacki kurhan z dębowym krzyżem. Następnie w 1884 roku, za pieniądze zebrane na Ukrainie, grób został uporządkowany, a w jego sąsiedztwie wzniesiono dom dla opiekuna mogiły. Pomnik-krzyż na grobie poety zaprojektował rosyjski architekt, akademik architektury Wiktor Syczugow.
Od roku 1883 przez 50 lat funkcję opiekuna grobu pełnił Iwan Jabłowski. Urządził on w 1889 roku w chacie izbę pamięci Szewczenki, nazwaną Tarasową Świetlicą. W izbie znajdowała się kopia portretu Szewczenki wykonanego przez Ilię Riepina, przedmioty związane z poetą oraz dary przekazywane przez odwiedzających jego grób. W 1918 roku Rada Ministrów Ukrainy znacjonalizowała teren Tarasowej Góry, czego inicjatorem był Symon Petlura. W 1925 roku rząd USRR podjął uchwałę o utworzeniu na niej muzeum-rezerwatu „Mogiła Tarasa Szewczenki”. Z grobu poety usunięto krzyż, który zastąpiło popiersie Szewczenki projektu K. Tereszczenki. W 1929 roku w ramach rozwijania muzeum zbudowany został budynek wystawowy podzielony na dwie sale, bibliotekę i salę kinową. Prace porządkowe na Tarasowej Górze trwały do roku następnego. W 1939 roku, z okazji 125. rocznicy narodzin Tarasa Szewczenki, na jego grobie wzniesiono pomnik według projektu Matwieja Manizera. Figura poety nadnaturalnej wielkości (3,5 metra) została umieszczona na 7,5-metrowym postumencie.
Po agresji Niemiec hitlerowskich na ZSRR i zajęciu Kaniowa, budynki muzeum zostały zarekwirowane z przeznaczeniem na obóz koncentracyjny i zdewastowane. Dopiero 22 marca 1944 roku, już po wyzwoleniu miasta przez Armię Czerwoną władze podjęły decyzję o wznowieniu działalności muzeum-rezerwatu. Zostało ono otwarte dla gości w 1946 roku. Po wojnie zbiory muzeum rozwinęły się w istotny sposób. Oprócz ekspozycji biograficznej pojawiła się w nim również część poświęcona pamięci Szewczenki w Związku Radzieckim i na całym świecie. Według danych z księgi pamiątkowej placówki w ciągu 50 lat jego istnienia odwiedziło je 7,5 mln gości ze 117 krajów.
Od 21 listopada 1989 roku placówka nosi nazwę Narodowego Rezerwatu Szewczenki.
Współcześnie w zbiorach muzeum jest 20 tys. eksponatów związanych w różny sposób z Szewczenką, działa przy nim biblioteka, a Narodowy Rezerwat jest organizatorem konferencji poświęconych twórczości Szewczenki oraz festiwali i konkursów międzynarodowych. W roku 2000 Rada Ministrów Ukrainy oraz jej prezydent podjęli decyzję o rozpoczęciu programu na rzecz rozwoju placówki, remontu jej budynków i modernizacji ekspozycji.
W 1989 roku rezerwat i grób Tarasa Szewczenki został wpisany na ukraińską listę informacyjną UNESCO – listę obiektów, które Ukraina zamierza rozpatrzyć do zgłoszenia do wpisu na listę światowego dziedzictwa UNESCO.